# Remixes 2: 81–11
Remixes 2: 81–11 — друга збірка реміксів на пісні групи Depeche Mode, що вийшов 6 червня 2011.

## Про альбом
23 березня 2011 Depeche Mode офіційно заявили, що новий реміксованний альбом носитиме назву Remixes 2: 81–11. Також публіці був оголошений офіційний треклист альбому, в якому 12 треків є новими. Над реміксами працювали такі відомі виконавці, як Arcade Fire, Yeah Yeah Yeahs, вокаліст The Killers Брендон Флауерс, Бернард Самнер з New Order, Нік Роудс з Duran Duran, Röyksopp та багато інших. Крім того в записі альбому брали участь Алан Уайлдер і Вінс Кларк, що давно покинули групу. Оновлена версія композиції «Personal Jesus», підготовлена Stargate, вийшла як сингл 30 травня 2011 під назвою «Personal Jesus 2011».
Remixes 2: 81–11 доступний у цифровому форматі і двох CD-форматах: одно та трьохдисковий варіантах.

## Трек-лист
1. Dream On - 6:07
2. Suffer Well - 4:31
3. John the Revelator - 4:59
4. In Chains - 7:45
5. Peace - 5:13
6. Lilian - 6:14
7. Never Let Me Down Again - 4:37
8. Corrupt - 6:29
9. Everything Counts - 6:53
10. Happiest Girl - 7:57
11. Walking in My Shoes - 6:11
12. Personal Jesus - 3:58
13. Slowblow - 6:26
14. Wrong - 6:53
15. World in My Eyes - 6:56
16. Fragile Tension - 3:44
17. Strangelove - 6:31
18. A Pain That I'm Used To - 7:49
19. The Darkest Star - 5:43
20. I Feel You - 6:39
21. Higher Love - 4:47
22. Fly on the Windscreen - 5:09
23. Barrel of a Gun - 6:35
24. Only When I Lose Myself - 4:57
25. Ghost - 8:20
26. Personal Jesus - 3:27
27. Never Let Me Down Again - 7:00
28. Behind the Wheel - 6:42
29. Leave in Silence - 4:56
30. In Chains - 7:17
31. When the Body Speaks - 6:55
32. Puppets - 4:40
33. Tora! Tora! Tora! - 7:38
34. Freestate - 4:50
35. I Want It All - 6:42
36. A Question of Time - 5:32
37. Personal Jesus - 6:24